# 吉赛普·蒂·维多里奥
朱赛佩·蒂·维多里奥（義大利語：Giuseppe Di Vittorio，1892年8月11日—1957年11月3日）曾化名Nicoletti，是意大利共产党党员，曾担任意大利劳工联合会总书记，长期从事工团主义运动。

## 生平
1892年9月生于意大利切里尼奧拉。青年时代积极投入革命活动。1921年当选为意大利国会议员。1924年至1926年担任意大利农民联合会全国书记。在墨索里尼执政时，他积极从事反法西斯活动，1927年被捕，并被判处12年有期徒刑。后来他成功越狱并逃到法国，秘密领导意大利工会组织。西班牙内战时，他和许多意大利共产党人参加了国际纵队，曾担任第一国际旅的政委。佛朗哥掌权后，他再次北上逃亡法国，继续从事反法西斯活动，成为《意大利呼声报》负责人。1941年，他在巴黎被纳粹德国官员逮捕，押送至意大利。1943年墨索里尼政府倒台，维多里奥出狱。之后，他积极从事政治活动，领导群众运动，担任战后制宪议会议员。1945年1月促成了意大利总工会的成立，并担任总书记。从1949年起，他还担任世界工会联合会执行局主席。1957年11月3日晚因心脏衰竭在意大利萊科去世。